# Statut općine
Statut općine je “ustav” na lokalnom nivou. To je akt koji se bavi osnovnim načelima uređenja sustava vlasti na općinskom nivou. Statutom se utvrđuje temeljni okvir uređenja. On mora biti usaglašen sa zakonskim i podzakonskim aktima iz oblasti lokalne samouprave.
Strukturu općinskog statuta čine:
- Opće odredbe
- Poslovi općine
- Organizacija i rad organa općine
- Organi općine - ovlaštenja i način rada
- Predsjednik skupštine općine
- Tajnik skupštine
- Načelnik općinske uprave
- Neposredno sudjelovanje građana u odlučivanju
- Mjesna zajednica
- Oblici suradnje s drugim općinama